# بد ۲۵
بَـد ۲۵ (به انگلیسی: Bad 25) مجموعه‌ای جعبه‌ای است که به مناسب بیست‌وپنجمین سالگرد انتشار هفتمین آلبوم استودیویی مایکل جکسون با نام بَـد (۱۹۸۷)، در ۱۸ سپتامبر ۲۰۱۲ (‎۲۸ شهریور ۱۳۹۱) توسط بنیاد مایکل جکسون منتشر شد. جکسون پیشتر نیز به مناسبت بیست‌وپنجمین سالروز انتشار آلبوم تریلر (۱۹۸۲)، آلبوم تریلر ۲۵ (۲۰۰۸) را منتشر کرد.
مجموعه بد ۲۵ شامل ۳ عدد سی‌دی، ۲ کتابچهٔ عکس، و یک دی‌وی‌دی از تور جهانی بد است. تاکنون هیچ یک از کنسرت‌های تور جهانی بد، انشار رسمی نیافته‌اند.
نسخهٔ کامل کنسرت مایکل جکسون در ورزشگاه ومبلی در روز ۱۶ ژوئیه ۱۹۸۸ در لندن، انگلستان که در آن پرنس چارلز و پرنسس دایانا، مهمانان ویژهٔ مایکل بودند نیز در این مجموعه وجود دارد.
در روز ۵ ژوئن ۲۰۱۲ در ایالات متحده نسخهٔ اصل سی‌دی تک‌آهنگ «نمی‌تونم دوستت نداشته باشم» همراه با یک دِموی منتشر نشده از آلبوم بد با عنوان «Don't Be Messin Round» شد.

## مقدمه
آلبوم بد که در سال ۱۹۸۷ منتشر شد به یک موفقیت جهانی دست یافت و با فروش بیش از ۴۵ میلیون نسخه تا سال ۲۰۱۲، چهارمین آلبوم پرفروش جهان در تمام دوران‌ها است. این آلبوم نامزد ۶ و برندهٔ ۲ جایزهٔ گرمی شد. ۵ تک‌آهنگ این آلبوم در جدول ۱۰۰ آهنگ داغ بیلبورد آمریکا به رتبهٔ یک رسیدند.

## تبلیغات
برای تبلیغ بد ۲۵، بنیاد مایکل جکسون با شرکت نوشابه‌سازی پپسی قراردادی بسته‌است تا ۱ میلیارد قوطی نوشابه با تصویری از جکسون در لباس نماهنگ «مجرم زیرک» روانهٔ بازار شود.

## محتوا
آلبوم بد ۲۵ دارای سه عدد سی‌دی، یک عدد دی‌وی‌دی و دو کتابچه‌است. یکی از سی‌دی‌ها دربرگیرندهٔ ترانه‌های اصلی آلبوم بد است. دیگری دربرگیرندهٔ نسخه‌های ریمیکس و دِموی آلبوم بد است. و آخرین سی‌دی نیز نسخهٔ صوتی کنسرت روز ۱۶ ژوئیه در ورزشگاه ومبلی است. سی‌دی سوم، نخستین آلبوم زندهٔ جکسون است.
همچنین دو کتابچه از عکس‌های پیشتر دیده نشدهٔ مربوط به جلسه‌های ضبط، فیلمبرداری‌ها و تور بد در کنار طرح جلد آلبوم، یک پوستر دو رویه و چیزهای بیشتر در این مجموعه گنجانده شده‌اند.
یک دی‌وی‌دی حاوی کنسرتی از تور جهانی بد نیز پخش شده است.